# Nemanja Mijušković
Nemanja Mijušković (in serbo Немања Мијушковић?; Podgorica, 4 marzo 1992) è un calciatore montenegrino, difensore del Wisła Płock.

## Statistiche

### Cronologia presenze e reti in nazionale
| Cronologia completa delle presenze e delle reti in nazionale ― Montenegro | Cronologia completa delle presenze e delle reti in nazionale ― Montenegro | Cronologia completa delle presenze e delle reti in nazionale ― Montenegro | Cronologia completa delle presenze e delle reti in nazionale ― Montenegro | Cronologia completa delle presenze e delle reti in nazionale ― Montenegro | Cronologia completa delle presenze e delle reti in nazionale ― Montenegro | Cronologia completa delle presenze e delle reti in nazionale ― Montenegro | Cronologia completa delle presenze e delle reti in nazionale ― Montenegro |
| Data                                                                      | Città                                                                     | In casa                                                                   | Risultato                                                                 | Ospiti                                                                    | Competizione                                                              | Reti                                                                      | Note                                                                      |
| ------------------------------------------------------------------------- | ------------------------------------------------------------------------- | ------------------------------------------------------------------------- | ------------------------------------------------------------------------- | ------------------------------------------------------------------------- | ------------------------------------------------------------------------- | ------------------------------------------------------------------------- | ------------------------------------------------------------------------- |
| 29-5-2016                                                                 | Adalia                                                                    | Turchia                                                                   | 1 – 0                                                                     | Montenegro                                                                | Amichevole                                                                | -                                                                         | 23’                                                                       |
| 11-10-2016                                                                | Copenaghen                                                                | Danimarca                                                                 | 0 – 1                                                                     | Montenegro                                                                | Qual. Mondiali 2018                                                       | -                                                                         | 90’                                                                       |
| 8-10-2017                                                                 | Varsavia                                                                  | Polonia                                                                   | 4 – 2                                                                     | Montenegro                                                                | Qual. Mondiali 2018                                                       | -                                                                         |                                                                           |
| 23-3-2018                                                                 | Nicosia                                                                   | Cipro                                                                     | 0 – 0                                                                     | Montenegro                                                                | Amichevole                                                                | -                                                                         | 78’                                                                       |
| Totale                                                                    |                                                                           | Presenze                                                                  | 4                                                                         |                                                                           | Reti                                                                      | 0                                                                         |                                                                           |

## Palmarès

### Club

#### Competizioni nazionali
- Campionato montenegrino: 1

Rudar Pljevlja: 2014-2015
- Campionato macedone: 1

Vardar: 2015-2016
- Coppa di Russia: 1

Tosno: 2017-2018
- I liga: 1

Miedź Legnica: 2021-2022